# 僕はロボットごしの君に恋をする
『僕はロボットごしの君に恋をする』（ぼくはロボットごしのきみにこいをする）は日本の小説家である山田悠介の作品。2017年10月30日に初版が発行された。2060年の東京が舞台となっており、現在よりも遥かにロボット開発が進んだ先の世界が描かれている。

## ストーリー
2060年、東京は3度目のオリンピックを控えており治安維持のために遠隔操作ロボットを使おうという政策がたてられた。この計画はAIロボットの研究所と警察庁が共同して行われるものであった。
主人公の「大沢健」はプロジェクトチームの一員である。オリンピック開催においてテロ予告を受けた会社の警備にあたる。その会社は健の初恋の人である「天野咲」が勤めており、今回の任務をきっかけに健は自分専用の遠隔操作ロボット「翼」を通して少しずつ咲との距離を縮めていく。
そんな日々がしばらく続くが、オリンピック当日、事件は起きる。その後、予想外の事実が次々と明かされてゆく......。

## 登場人物
声の項は、小説の宣伝PVでの声優を示す。
大沢健(おおさわたける)
声-入野自由
主人公。28歳。AIロボット研究所のプロジェクトメンバーの1人で咲の勤める会社の警護にあたる。小学生の頃、いじめられていたときに咲が兄の陽一郎とともに助けてくれたことをきっかけに彼女のことを好きになる。健が高校三年生の時、事故に遭い若くして亡くなった陽一郎の両親の葬儀に出席する。その時健の前で泣き出した咲を見て「彼女を一生守ろう」と決意する。ネガティブな性格で仕事でミスをしてしまうことが多いが、感情が豊かな優しい青年。何をやっても完璧な陽一郎に劣等感を抱いている。
天野咲(あまのさき)
声-花澤香菜
23歳。オリンピックのテロの予告をされているアテナ社に勤めている。陽一郎の妹。スポーツの実績が高い大学を卒業しており、大学では陸上部に所属していた。幼い頃に両親を亡くしており、陽一郎に育てられてきたため2人はカップルのように仲が良い。